# Naturvin
Naturvin innebär vin framställt med så liten påverkan utifrån som möjligt. Det finns inga fasta kriterier för vad som är ett naturvin, utan en producent kan själv avgöra om ett vin ska kallas så. Naturvin brukar kännetecknas av följande.
- Druvorna är ekologiskt odlade.
- Vid jäsningen används enbart druvans naturjäst.
- Användningen av tillsatser vid vinifieringen är begränsad.

Biodynamiskt vin kan anses vara en underavdelning till naturvin. Skillnaden är att i biodynamiskt jordbruk används antroposofiska principer som agronomen och filosofen Rudolf Steiner introducerade i början av 1900-talet. Odlingen sker med stöd av månkalendern och animaliska produkter används under odlingen.